# Crinum brachynema
Crinum brachynema är en amaryllisväxtart som beskrevs av Herb.. Crinum brachynema ingår i släktet Crinum, och familjen amaryllisväxter. Inga underarter finns listade i Catalogue of Life.